# بطنيات الأرجل الحديثة
بطنيات الأرجل الحديثة (الاسم العلمي: Caenogastropoda) هي طبقة من الحيوانات تتبع صنف بطنيات الأرجل المستقيمة من طائفة بطنيات الأرجل.

## رتب
- صدفيات ماصة